# Twierdzenie Hausdorffa o łańcuchu maksymalnym
Twierdzenie Hausdorffa o łańcuchu maksymalnym - twierdzenie w teorii mnogości ZFC mówiące, że każdy niepusty zbiór częściowo uporządkowany zawiera łańcuch maksymalny w sensie inkluzji (to znaczy taki łańcuch, który nie jest zawarty w sposób właściwy w żadnym innym łańcuchu). 
Twierdzenie udowodnione niezależnie przez takich matematyków jak Kazimierz Kuratowski, Robert Lee Moore czy Max Zorn, a jego nazwa pochodzi od nazwiska matematyka, Felixa Hausdorffa. Twierdzenia Hausdorffa używa się często do dowodu lematu Kuratowskiego-Zorna. Jest ono z nim także równoważne w tym sensie, że na gruncie teorii Zermelo-Fraenkla można udowodnić Twierdzenie Hausdorffa korzystając z lematu Kuratowskiego-Zorna i vice versa (w szczególności więc, jest ono równoważne z aksjomatem wyboru).